# ولطاش شعيب
ولطاش شعيب من مواليد 1946 ببجاية. التحق بالجيش الوطني الشعبي وترقى بالرتب العسكرية حتى صار عقيدا بالقوات الجوية أحيل على التقاعد سنة 2001.

## عمله بالشرطة
في سنة 2003 استدعي لجهاز الشرطة من أجل تولّي قيادة الوحدة الجوية التابعة للمديرية العامة للأمن الوطني الكائن مقرها بالدار البيضاء وذلك حتى عام 2009 حيث كُلِّف بمشروع ربط كامل وحدات ومحافظات الشرطة على المستوى الوطني بالإنترنت وتجديد عتادها التكنولوجي. ويعتبر من بين المؤسسين لأكاديمية التكنولوجيا والإعلام بمقر مديرية الإدارة بحيدرة، كما أُسندت له مهمة الإشراف على الفرقة المتخصصة في تفكيك السيارة الملغمة التي ركنتها الجماعات الإرهابية بالقرب من منزل العقيد علي تونسي بحيدرة خلال أفريل من سنة 2007، حيث كان يشرف على إدارة العملية من الطائرة المروحية بالجو. وكان العقيد ولطاش شعيب قد أخذ عطلة خلال شهر أكتوبر، تنقل فيها إلى هولندا لقضاء عدة أيام، عقب فتح تحقيق فيما سُرِّب، خلال اليومين الماضيين، لوسائل الإعلام، من التضخيم في فواتير صفقات ومناقصات تخص المديرية العامة للأمن الوطني.

## اغتياله لعلي تونسي
نتج عن تحقيقات أمنية أجريت داخل جهاز الشرطة ضلوع العقيد ولطاش شعيب بصفقات مشبوهة لإستيراد عتاد للطائرات العمودية، تجهيزات للإعلام الآلي وتضخيم للفواتير، بعد تسرب هذه المعلومات للصحافة طلب العقيد لقاء مع المدير العام للأمن الوطني علي تونسي حيث قام باغتياله يوم 25 فبراير 2010. وأصيب العقيد ولطاش شعيب بطلق ناري نقل على إثره للمستشفى العسكري عين النعجة وتضاربة الآراء حول مصدر الطلق بين محاولة انتحار ورد فعل من الحرس الشخصي لعلي تونسي.

## محاكمته
بدأت محاكمته الأحد 16 فيفري 2017 جناية “القتل العمد مع سبق الإصرار و الترصد و محاولة القتل العمدي و حيازة سلاح ناري بدون إذن من السلطات المختصة" وانتهت يوم الإثنين 17 أفريل 2017 على الساعة 20.49 ليلا. بعد دخول هيئة المحكمة لمدة أربع ساعات كاملة، نطقت المحكمة بالإعدام للعميد شعيب ولطاش المتهم باغتيال العقيد علي تونسي.

وفي يوم الجمعة 05 مارس 2021 م, الموافق لـ 21 رجب 1442 هـ أسدلت محكمة الجنايات الاستئنافية لمجلس قضاء الجزائر في حدود الساعة الرابعة صباحا الستار على محاكمة العقيد “شعيب أولطاش” في قضية مقتل علي تونسي، إذ نطق القاضي بعقوبة المؤبد في حق المتهم، الذي أدلى بتصريحات خطيرة حول جريمة القتل التي تمت في مبنى المديرية العامة للأمن الوطني محاولا التنصل عن مسؤولية الجريمة التي ارتكبها في حق من قال عنه: “صديقي وعشرة عمر دامت لأزيد من 30 سنة”، وأنه لا يوجد بينهما أي سوء تفاهم “لا نساء ولا دراهم ولا شراب” على حد ـ تعبيره.

## وصلات خارجية
- الشروق أون لاين مقال بجريدة الشروق
- الخبر أون لاين مقال بجريدة الخبر
- الجزائر سياسة بالفرنسية